# Кікуті Аяка
Кікуті Аяка (яп. 菊池 彩花) — японська ковзанярка,  олімпійська чемпіока,  чемпіонка світу, призерка чемпіонатів Азії. 
Золоту олімпійську медаль та звання олімпійської чемпіонки Кікуті виборола в складі збірної Японії на Пхьончханській олімпіаді 2017 року в командній гонці переслідування.

## Виноски
1. ↑  Fielding, Gus (22 лютого 2018), Miho Takagi overjoyed after claiming coveted gold medal in team pursuit, The Japan Times, архів оригіналу за 26 квітня 2019, процитовано 2 березня 2018